# 阿波斯托爾·波波夫
阿波斯托爾·波波夫（1982年12月22日—）是一位保加利亞足球運動員。在場上的位置是中後衛或右後衛。他現在效力於保加利亞足球甲級聯賽球隊索菲亞中央陸軍足球俱樂部。他也代表保加利亞國家足球隊參賽。